# Hrta
Hrta (izvirno srbsko Хрта) je naselje v Srbiji, ki upravno spada pod Občino Prijepolje; slednja pa je del Zlatiborskega upravnega okraja.

## Demografija
V naselju živi 107 polnoletnih prebivalcev, pri čemer je njihova povprečna starost 44,8 let (43,4 pri moških in 45,9 pri ženskah). Naselje ima 47 gospodinjstev, pri čemer je povprečno število članov na gospodinjstvo 2,77.
Po podatkih popisa iz leta 2002 večino prebivalstva predstavljajo Bošnjaki, v času zadnjih treh popisov pa je opazno zmanjšanje števila prebivalcev.
|  |

| Demografija | Demografija     | Demografija     |
| Leto        | Št. prebivalcev | Št. prebivalcev |
| ----------- | --------------- | --------------- |
|             |                 |                 |
|             |                 |                 |
|             |                 |                 |
|             |                 |                 |
| 1948        | 336             |                 |
| 1953        | 384             |                 |
| 1961        | 409             |                 |
| 1971        | 436             |                 |
| 1981        | 348             |                 |
| 1991        | 238             | 238             |
| 2002        | 157             | 130             |
|             |                 |                 |

| Etnična sestava po popisu iz leta 2002 | Etnična sestava po popisu iz leta 2002 | Etnična sestava po popisu iz leta 2002 | Etnična sestava po popisu iz leta 2002 | Etnična sestava po popisu iz leta 2002 |
| -------------------------------------- | -------------------------------------- | -------------------------------------- | -------------------------------------- | -------------------------------------- |
| Bošnjaki                               | Bošnjaki                               |                                        | 99                                     | 76,15%                                 |
| Srbi                                   | Srbi                                   |                                        | 27                                     | 20,76%                                 |
| Jugoslovani                            | Jugoslovani                            |                                        | 2                                      | 1,53%                                  |
| Črnogorci                              | Črnogorci                              |                                        | 1                                      | 0,76%                                  |
| Muslimani                              | Muslimani                              |                                        | 1                                      | 0,76%                                  |
| Neznano                                | Neznano                                |                                        | 0                                      | 0,0%                                   |